# Saadeddine Othmani
Saadeddine Othmani (arabiska سعد الدين العثماني), född 16 januari 1956 i Inezgane, Agadir, är en marockansk politiker inom Partiet för rättvisa och utveckling (PJD) och Marockos premiärminister sedan den 5 april 2017.
Othmani studerade medicin i Casablanca, där han tog en doktorsexamen 1987, med en avhandling skriven på arabiska vilket är betydligt mindre vanligt än franska på marockanska universitet. Han utbildade sig också inom islamiska studier vid fakulteten för sharialag i Ait Melloul, där han fick en bachelorexamen 1983 och en masterexamen 1987. Han har därefter varit verksam som psykiater.
När partiet PJD bildades 1997 genom sammanslagning av två andra politiska rörelser blev Othmani biträdande generalsekreterare. Han var därefter PJD:s generalsekreterare 2004–2008.
Othmani var Marockos utrikesminister från januari 2012 till oktober 2013, efter att PJD hade uppnått valframgångar i samband med arabiska våren. Han lämnade utrikesministerposten efter en regeringsombildning och återgick till verksamt som psykiatriker. I oktober 2016 hade PJD nya valframgångar och sittande preminärministern Abdelilah Benkirane utsågs till regeringsbildare. Efter fem månader av koalitionsförhandlingar entledigades Benkirane från uppdraget som regeringsbildare av kung Mohammed VI och Othmani fick uppdraget istället. Han tillträdde därefter som premiärminister 5 april 2017.